# Amatepec (município)
Amatepec é um município do estado do México, no México. A sua capital e sede do governo é Amatepec.